# 鈴木重道 (軍医総監)
鈴木 重道（すずき しげみち、1857年9月14日（安政4年7月26日） - 1940年（昭和15年）3月16日）は、明治時代の日本の軍医。
弟に鈴木主計。妻・いねは佐々木勇之助の妹。長男は鈴木秀雄（洋画家）、三男は鈴木敏行（陸軍少将）。長女・幾重は小倉嘉明（海軍中将）に嫁いだ。

## 概要
安政4年（1857年）7月26日、膳所藩士・鈴木重直の長男として現在の滋賀県に生まれる。幼名は盛之助。8歳で藩校の遵義堂に入学して和漢の学問を学び、黒田麹廬の塾では蘭学を学んだ。15歳で重道と改名、16歳で大阪に出て開成所、次いで大阪医学校に学ぶ。明治6年（1873年）、上京して高輪海軍軍医学舎に入り、在学中に西南戦争に従軍して福岡・熊本・長崎の軍用病院に勤務した。明治13年（1880年）に卒業し、明治14年（1881年）海軍少軍医に任ぜられた。
明治15年（1882年）、軍艦筑波がニュージーランド方面に航海する際に乗組軍医となった。明治19年（1886年）から明治21年（1888年）までイギリスに留学、帰国後は海軍軍医学校教官となり、明治24年（1891年）には海軍兵学校軍医長となった。日清戦争では巡洋艦吉野・浪速の軍医長を務めた。
明治30年（1897年）には万国医事会議に代表として出席するためロシア帝国のモスクワを訪れる。帰国後は医術開業試験委員、軍医学校教官、海軍省医務局課長を歴任した後、明治34年（1901年）に舞鶴海軍病院院長となった。日露戦争では連合艦隊付軍医総監（少将）として戦艦三笠に乗船。日本海海戦後にアメリカ軍医協会第14回年会の日本代表としてアメリカ合衆国に渡っており、現地ではポーツマス条約締結後に発病した小村壽太郎の診察も行った。明治39年（1906年）に横須賀海軍病院院長となる。
大正8年（1919年）9月23日、勅令第427号による改称のため海軍軍医中将となった。

## 栄典
- 1900年（明治33年）11月30日 - 勲四等瑞宝章[8]